# Saint-Jean-d'Illac
Saint-Jean-d'Illac is een gemeente in het Franse departement Gironde (regio Nouvelle-Aquitaine). De plaats maakt deel uit van het arrondissement Bordeaux. Saint-Jean-d'Illac telde op 1 januari 2022 9.702 inwoners.

## Geografie
De oppervlakte van Saint-Jean-d'Illac bedroeg op 1 januari 2022 120,58 vierkante kilometer; de bevolkingsdichtheid was toen 80,5 inwoners per km².

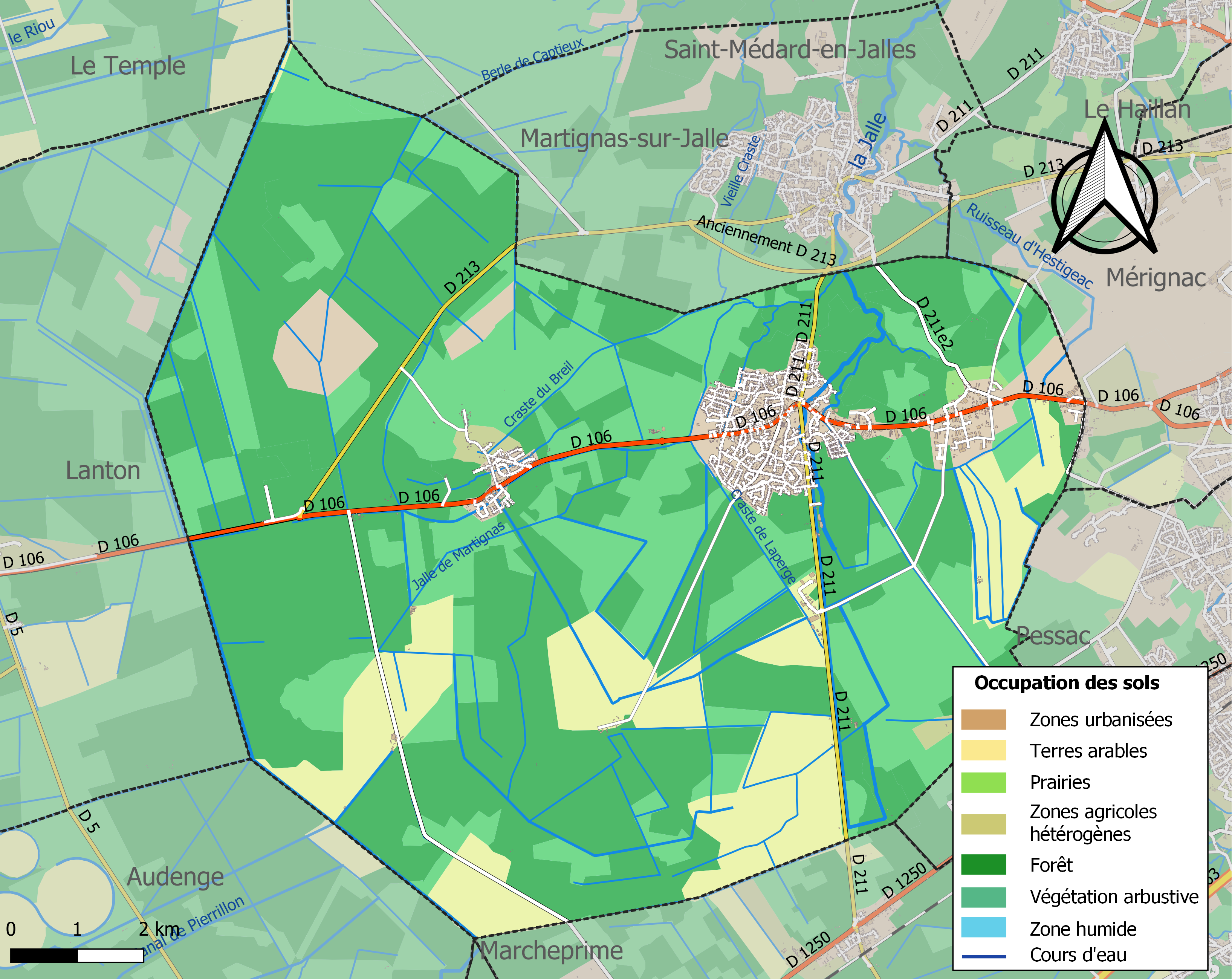
Kaart van de gemeente met belangrijkste infrastructuur, bodemgebruik en omliggende gemeenten

## Demografie
Onderstaande figuur toont het verloop van het inwonertal (bron: INSEE-tellingen).